# LOONY'S ANTHEM
「LOONY'S ANTHEM」（ルーニーズ・アンセム）は、日本のロックバンド、TRICERATOPSの25thシングル。2008年9月3日 、tearbridge recordsよりリリース。 

## 内容
- 前作より2ヶ月と短期間でのリリース。
- 初回生産限定盤と通常盤の2形態で発売。初回盤はDVD付（収録曲は後述）。

## 収録曲

### CD
1. LOONY'S ANTHEM (4:52)
（作詞・作曲：和田唱　編曲：TRICERATOPS）
2. Day Tripper (3:21)
（作詞・作曲：J.Lennon,P.McCartney　編曲：TRICERATOPS）
The Beatlesのカバー。

### 初回特典DVD
1. "LOONY'S ANTHEM" MUSIC CLIP
2. MAKING OF FUTURE!!! 2